# Sửa chữa DNA

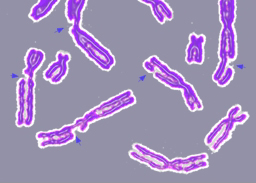
DNA tổn thương làm nhiều nhiễm sắc thể bị gẫy.

Sửa chữa DNA là tập hợp các quá trình một tế bào phát hiện và sửa chữa những hư hại đối với các phân tử DNA mã hóa bộ gen của nó. Trong tế bào ở người, cả các hoạt động trao đổi chất lẫn các nhân tố môi trường như tia UV và bức xạ có thể gây tổn thương đến DNA, làm cho có đến 1 triệu tổn thương phân tử trên một tế bào trong một ngày. Nhiều tổn thương này làm thiệt hại đến cấu trúc của phân tử DNA và có thể thay đổi hoặc loại bỏ khả năng tế bào giải mã gen do đó ảnh hưởng đến quá trình mã hóa DNA. Những tổn thương khác bao gồm các đột biến sinh học nguy hiểm tiềm tàng trong bộ gen của tế bào, gây ảnh hưởng tới sự tồn tại của các tế bào con của nó sau quá trình nguyên phân. Hệ quả là, quá trình sửa chữa DNA hoạt động liên tục để ngăn lại sự phá hủy của cấu trúc DNA. Khi một quá trình sửa chữa bị thất bại, và khi quá trình chết rụng tế bào không xảy ra, các DNA bị tổn hại không sửa chữa được có thể xuất hiện, bao gồm đứt gẫy hai chuỗi và DNA liên kết chéo (liên kết ngang giữa các sợi hay ICLs).
Tốc độ sửa chữa DNA phụ thuộc vào nhiều yếu tố, bao gồm kiểu tế bào, độ tuổi của tế bào, và môi trường bên ngoài tế bào. Một tế bào chứa lượng lớn DNA bị tổn thương, hoặc không còn có khả năng sửa chữa những tổn hại đối với DNA của nó, có thể rơi vào một trong ba trạng thái sau:
1. trạng thái tiềm sinh không thể đảo ngược được, gọi là sự già hóa (senescence)
2. tế bào tự sát, cũng gọi là sự chết rụng tế bào hay tế bào chết theo chương trình
3. sự phân bào không bình thường, dẫn tới hình thành một khối u thuộc bệnh ung thư.

Khả năng sửa chữa DNA của một tế bào là điều quan trọng đối với sự nguyên vẹn của bộ gen của nó và do đó tới chức năng bình thường của sinh vật. Nhiều gen ban đầu được chỉ ra có ảnh hưởng tới tuổi thọ trung bình ở người hóa ra có tham gia vào quá trình sửa chữa và bảo vệ DNA.
Giải Nobel Hóa học năm 2015 trao cho Tomas Lindahl, Paul Modrich, và Aziz Sancar vì các nghiên cứu của họ trên cơ chế phân tử của quá trình sửa chữa DNA.